# ميجيل كيفسكو
ميجيل كيفسكو (بالإسبانية: Miguel Cevasco)‏ (27 أبريل 1986 بليما في بيرو - ) هو مدرب كرة قدم ولاعب كرة قدم بيروفي في مركز الوسط. شارك مع منتخب البيرو تحت 20 سنة لكرة القدم ومنتخب بيرو لكرة القدم. أما مع النوادي، فقد لعب مع الجامعي دي بيرو وخوان أوريتش ونادي هبوعيل إيروني كريات شمونة وLeón de Huánuco ‏ ونادي خوسيه جالفيز ‏.

## وصلات خارجية
- ميجيل كيفسكو على موقع قاعدة بيانات كرة القدم.إي يو (الإنجليزية)
- ميجيل كيفسكو على موقع ناشيونال فوتبول تيمز (الإنجليزية)
- ميجيل كيفسكو على موقع Soccerway.com (الإنجليزية)